# Last love song
《Last love song》은 GARNET CROW의 일곱 번째 싱글이다. 2001년 5월 9일 GIZA studio에서 발매되었다. 전곡의 작사는 아즈키 나나가, 작곡은 나카무라 유리가, 편곡은 후루이 히로히토가 맡았다.

## 수록곡
1. Last love song
2. Jewel Fish
3. Last love song ~instrumental~

## 차트 성적
- 최고순위 19위 (오리콘)